# رحلة الخطوط الجوية الصينية رقم 7552
رحلة رقم 7552 من الخطوط الجوية الصينية العامة (رحلة من نانجينغ إلى شيامن، على متنها 116 راكباً زطاقم مكون من 10 أفراد، تعرضت لحادث 31 يوليو 1992، وقتل 108 أشخاص كانو على متنها.